# Ането
Ане́то (ісп. Pico Aneto; Пік-де-Ането) — найвища вершина Піренеїв, висотою 3 404 м в іспанській провінції Уеска (Huesca), поблизу кордону з Францією. Утворює південний кут масиву Маладета. Тривалий час гора була недослідженою і не мала власної назви. Постійно вкритий снігом, є льодовики. Лежить у гранітному масиві Маладетта.